# Rheumaptera albodecorata
Rheumaptera albodecorata là một loài bướm đêm trong họ Geometridae.